# Greenville Groove
Greenville Groove was een Amerikaanse basketbalclub uit Greenville die uitkwam in de National Basketball Development League van 2001 tot 2003.

## Geschiedenis
De club werd samen met de competitie opgericht in 2001. Milton Barnes werd de eerste hoofdcoach met Stephanie Ready als assistent-coach. In hun eerste seizoen werd de club meteen kampioen nadat ze de Columbus Riverdragons versloegen in de halve finale en de North Charleston Lowgators in de finale. In hun tweede seizoen werden ze geleid door Tree Rollins. De Groove haalde de play-offs niet in hun tweede seizoen. In juni 2003 werd de club opgedoekt nadat er financiële problemen waren.

## Erelijst
- NBDL-kampioen: 2002
- NBDL Most Valuable Player Award: Ansu Sesay (2002)
- NBDL Defensive Player of the Year Award: Jeff Myers (2002)
- NBDL Sportsmanship Award: Billy Thomas (2003)
- All-NBDL First Team: Thomas Hamilton (2002), Ansu Sesay (2002), Billy Thomas (2002)

## Resultaten
| Seizoen | Wins | Verlies | Play-offs | Coach         |
| ------- | ---- | ------- | --------- | ------------- |
| 2001/02 | 36   | 20      | Winnaar   | Milton Barnes |
| 2002/03 | 22   | 28      | –         | Tree Rollins  |